# Kuressaare linnastaadion
Kuressaare linnastaadion (est. Kuressaare linnastaadion) je višenamjenski stadion u Kuressaareu, Estonija. On se trenutačno koristi uglavnom za nogometne utakmice i dom je nogometnog kluba FC Kuressaare. Stadion ima kapacitet od 2.000 sjedećih mjesta. 